# Malin Malm
Malin Malm, född 2 juni 1994, är en svensk socialdemokratisk politiker från Västerbotten som var förbundsordförande för det Socialdemokratiska studentförbundet (S-studenter) från 1 juli 2019 till 4 december 2021.